# Хуедин
Хуеди́н (рум. Huedin, венг. Bánffyhunyad Банфихуньяд, нем. Heynod Хейнод) — город на северо-западе Румынии, в жудеце Клуж. До 1848 года принадлежал венгерскому роду Банфи и назывался Банфи-Хуньяд.

## География
Расположен на северо-западной оконечности исторического региона Трансильвания, в 60 км к западу от города Клуж-Напока и 100 км к востоку от города Орадя, на высоте 556 м над уровнем моря. Среди достопримечательностей можно отметить насколько церквей как древних, так и современных.

## Население
По данным переписи 2002 года население города составляет 9439 человек; по данным на 1 января 2009 года этот показатель составил 9734 человека. Этнический состав представлен румынами (58,45 %), венграми (32,49 %) и цыганами (8,97 %).
Динамика численности населения:
- 1930 — 5401 чел.
- 1941 — 5121 чел.
- 1966 — 6970 чел.
- 1977 — 7596 чел.
- 2002 — 9439 чел.